# ألبرت إدوارد ميد

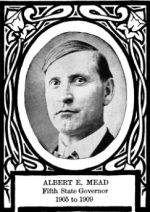
ألبرت ادوارد ميد

ألبرت إدوارد ميد هو سياسي أمريكي ينتمي إلى (الحزب الجمهوري) والحاكم الخامس لولاية واشنطن (ولاية).ولد في 14 كانون الأول من سنة 1861 في ولاية كنساس الأمريكية. قبل انتخابه حاكما لولاية واشنطن كان ميد يشغل منصب رئيس بلدية بلين أصبح ألبرت ادوارد ميد حاكما على ولاية واشنطن في سنة 1905 واستمر في منصبه كحاكم على الولاية إلى سنة 1909 توفي ألبرت ادوارد ميد في 19 أذار من سنة 1913.